# Kanzel (Obermauerbach)

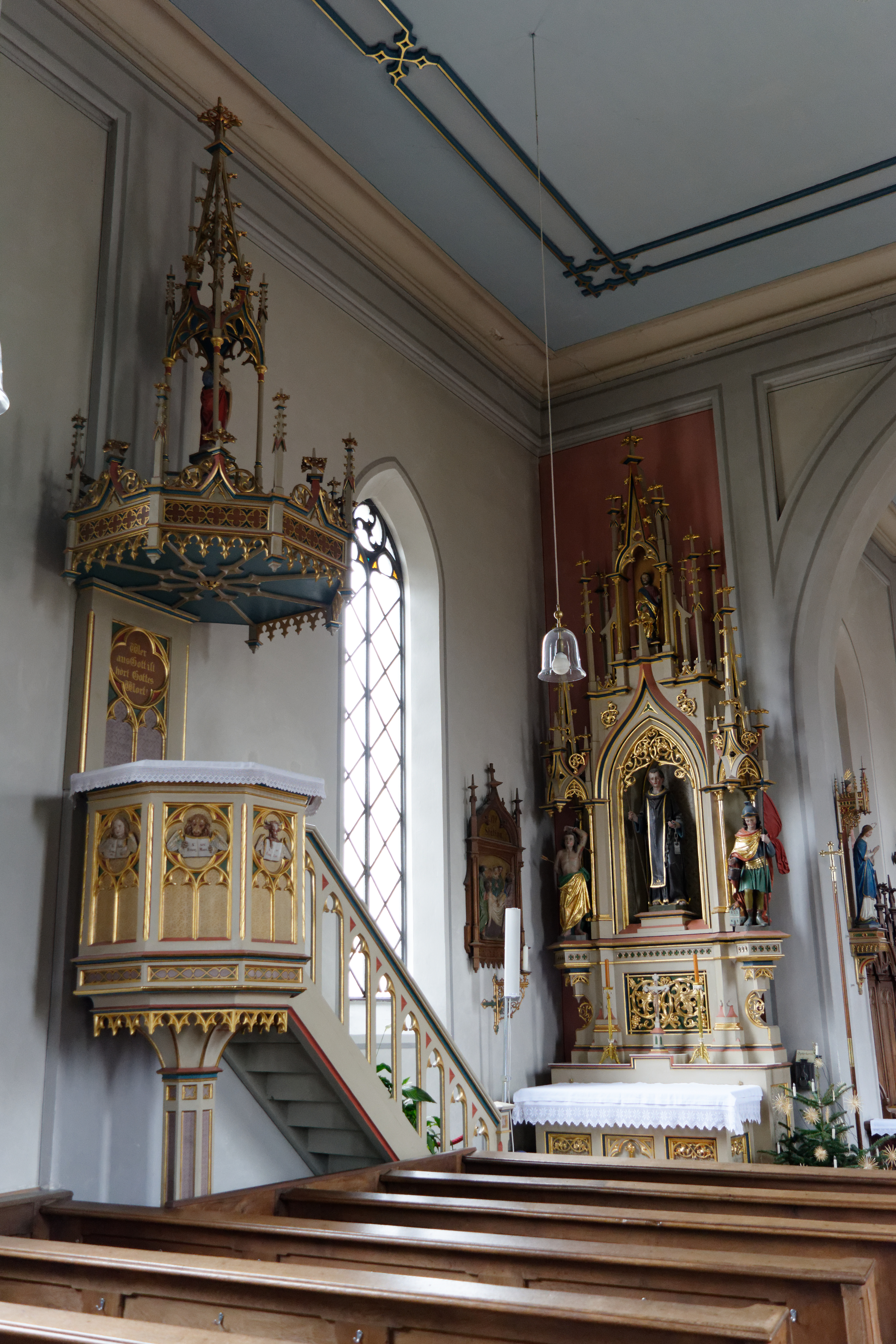
Kanzel in Obermauerbach

Die Kanzel in der katholischen Pfarrkirche St. Maria Magdalena in Obermauerbach, einem Stadtteil von Aichach im Landkreis Aichach-Friedberg im bayerischen Regierungsbezirk Schwaben, wurde laut Inschrift 1872 geschaffen. Die Kanzel ist ein Teil der als Baudenkmal geschützten Kirchenausstattung.
Die hölzerne Kanzel im Stil der Neugotik wurde von Andreas und Johanna Miesl aus Obermauerbach gestiftet. Sie stammt aus der Hand des Aichacher Kunstschreiners Anton Schmid. Der sechseckige Kanzelkorb steht auf einem profilierten Stütze und ist mit den Evangelistensymbolen geschmückt, die in einem Vierpass integriert sind. 
Auf dem sechseckigen Schalldeckel mit Gesims, der mit Fialen besetzt ist, thront die Figur des Salvator mundi unter einem gotischen Baldachin.
Auf der Rückwand ist folgende Inschrift zu sehen: „Wer aus Gott ist hört Gottes Wort!“